# Cockenzie House

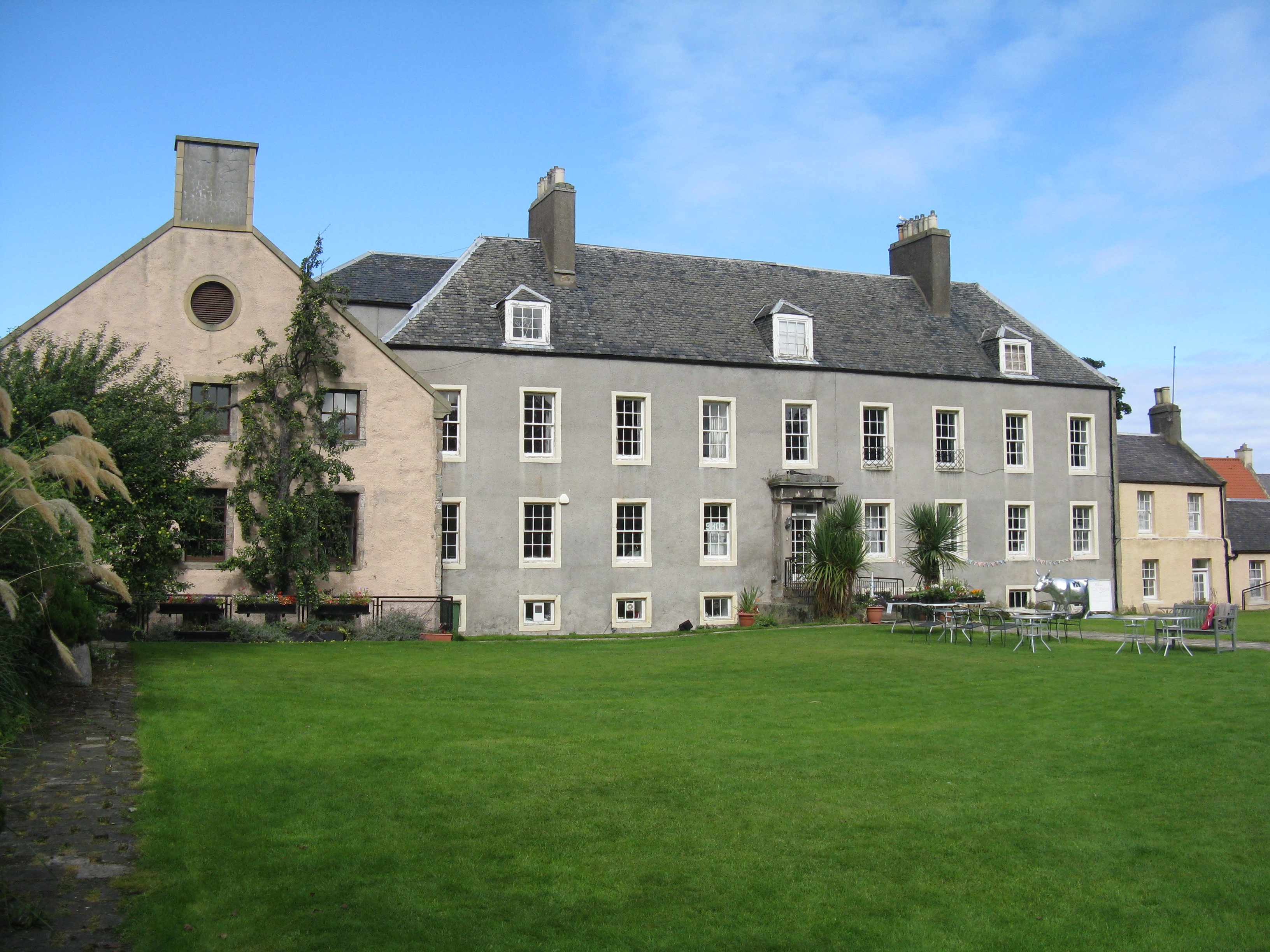
Cockenzie House

Cockenzie House ist eine Villa in der schottischen Ortschaft Cockenzie and Port Seton in der Council Area East Lothian. 1971 wurde das Gebäude in die schottischen Denkmallisten in der höchsten Kategorie A aufgenommen. Des Weiteren sind die zugehörigen Gärten im schottischen Register Gärten und Parkanlagen verzeichnet.

## Geschichte
Cockenzie House wurde um 1680 von den Herren von Winton House erbaut. Es stand dem Hafenmeister und Leiter der Salzgewinnung zur Verfügung. Nachdem George Seton, 5. Earl of Winton, ein Jakobit, seine Ländereien infolge der Jakobitenaufstände von 1715 verlor, fiel Cockenzie House an die York Building Company. Mitte des 18. Jahrhunderts erwarb die Glaserfamilie Cadell aus Haddington das Anwesen. Sie fügten einige Erweiterungen hinzu und trieben auch die Gestaltung der Gärten voran. Everard Im Thurn verbrachte hier seinen Lebensabend. In den 1970er Jahren wurde die Villa aufgegeben. Sie verfiel zusehends und zahlreiche Details wurden entfernt oder gingen verloren.
Zugehörig sind Lagergebäude, die mit der Hanse in Verbindung stehen sollen. Sie werden auch als Great Custom oder Hanseatic Barn bezeichnet. Anhand historischen Kartenmaterials kann nachvollzogen werden, dass die Speicherhäuser älter sind als Cockenzie House. Ihre architektonische Gestaltung deutet jedoch auf ein ähnliches Baujahr hin, weshalb es sich möglicherweise um einen Neubau handelt. In den Speicherhäusern lagerten auch ungewöhnliche Sammlungen, wie beispielsweise die Besitztümer der lokalen Gemeinde der Free Church, nach deren Vertreibung aus der heutigen Old Parish Church. In den 1980er Jahren verheerte ein Brand die Gebäude und zerstörte sie beinahe vollständig. Sie wurden in den 1990er Jahren restauriert, verloren hierbei jedoch teilweise ihren architektonischen Charakter.

## Beschreibung
Cockenzie House liegt an der High Street unweit des Südufers des Firth of Forth und den Hafenanlagen. Die Fassaden des Gebäudes sind teilweise mit grauem Harl verputzt und Details mit Sandstein abgesetzt. Die Südseite ist neun Achsen weit. Das zentrale Eingangsportal mit dorischen Pilastern, Fries und Gesimse wurde im frühen 18. Jahrhundert gestaltet. Entlang der Fassade sind Sprossenfenster angeordnet. Aus dem schiefergedeckten Walmdach treten drei Walmdachgauben heraus. Die seeseitige Nordfassade ist durch Anbauten aus den Jahren 1845 und 1902 geprägt. Es treten zwei Gebäudeteile hervor. Der an der Ostseite abgehende Flügel war ursprünglich einstöckig, wurde jedoch teilweise um ein zweites Stockwerk erweitert. An der Westseite schließt sich rechtwinklig das ehemalige Speichergebäude an. Es ist asymmetrisch aufgebaut und mit Sprossenfenstern und Schleppdachgauben gestaltet. Fenster, Türen sowie das Dach stammen aus der Zeit der Restaurierung, das Mauerwerk besteht jedoch noch aus dem ursprünglichen Bruchstein.